# Acer barbinerve
Acer barbinerve,  é uma espécie de árvore do gênero Acer, pertencente à família Aceraceae. É uma espécie asiática de bordo encontrada na Coreia, leste da Rússia e nordeste da China (Heilongjiang, Jilin, Liaoning).
Acer barbinerve pode crescer como um arbusto ou uma árvore multicaule de até 7 metros de altura. Tem casca cinza lisa; as folhas são não compostas, com 5 lóbulos rasos, a lâmina de até 10 cm de comprimento, com dentes ao longo das bordas. É uma espécie dióica, com plantas masculinas e femininas separadas.